# Saint-Sauveur-Lendelin
Saint-Sauveur-Lendelin är en kommun i departementet Manche i regionen Normandie i norra Frankrike. Kommunen ligger i kantonen Saint-Sauveur-Lendelin som tillhör arrondissementet Coutances. År 2018 hade Saint-Sauveur-Lendelin 1 739 invånare.

## Befolkningsutveckling
Antalet invånare i kommunen Saint-Sauveur-Lendelin
| Referens: INSEE |